# احمد موفق زیدان
احمد موفق زیدان، خبرنگار و نویسنده سوری متخصص در مسائل پاکستان و افغانستان است و مدیر دفتر شبکه الجزیره در پاکستان است. او چندین کتاب تألیف کرده است که برجسته‌ترین آن‌ها «تابستان طولانی افغانستان: از جهاد تا امارت» است. در این کتاب و بر اساس تجربه رسانه‌ای خود که در منطقه به عنوان خبرنگار برای روزنامه‌هایی همچون الشرق الاوسط، الحیات، المسلمون و مجلاتی مانند المجله و الوسط، همچنین خبرنگار رادیوهای الشرق، کویت و صدای آلمان فعالیت کرده، و سپس به عنوان مدیر دفتر شبکه الجزیره در پاکستان فعالیت نموده است، و از طریق گفتگوهای شناخته شده‌اش با «صنّاع رویداد»، تصویری از تاریخ کشوری ارائه می‌دهد که طی دهه‌ها توجه جهانیان را به خود جلب کرده است. 

## آثار
- طالبان أفغانستان مستقبل الحركة و آفاق الدولة[۴]  (طالبان افغانستان: آینده حرکت و چشم‌اندازهای دولت)
- صعود طالبان: طالبان الإمارة الثانية [۵]  (ظهور طالبان: امارت دوم طالبان)
- صيف أفغانستان الطويل: من الجهاد إلی الإمارة[۶] (تابستان طولانی افغانستان: از جهاد تا امارت)
- آسيا الوسطی: الهوية الضائعة [۷] (آسیای میانه: هویت گمشده)

## منتقد
1. ↑  "أحمد موفق زيدان". studies.aljazeera.net. Archived from the original on 7 سبتمبر 2021. {{cite web}}: Check date values in: |archivedate= (help)
2. ↑  "أحمد موفق زيدان". www.goodreads.com. Archived from the original on 2021-05-25.
3. ↑  «Nwf.com: صيف أفغانستان الطويل ؛ من الجهاد إلى الإ: أحمد موفق زيدان: كتب». www.neelwafurat.com. دریافت‌شده در ۲۰۲۵-۰۸-۱۲.
4. ↑  "طالبان أفغانستان مستقبل الحركة و آفاق الدولة". www.goodreads.com. Archived from the original on 2013-07-07.
5. ↑  "صعود طالبان: طالبان الإمارة الثانية". www.goodreads.com. Archived from the original on 2014-09-09.
6. ↑  "صيف أفغانستان الطويل ؛ من الجهاد إلى الإمارة". www.neelwafurat.com. Archived from the original on 2021-08-24.
7. ↑  "آسيا الوسطى: الهوية الضائعة". www.goodreads.com. Archived from the original on 7 سبتمبر 2021. {{cite web}}: Check date values in: |archivedate= (help)